# 1994年阿根廷-以色列互助协会爆炸事件
阿根廷-以色列互助协会爆炸事件（或称为AMIA袭击案）是一起发生于1994年7月18日阿根廷首都布宜诺斯艾利斯的汽车炸弹（猜测）爆炸事件，目标针对阿根廷-以色列互助协会（Asociación Mutual Israelita Argentina，简称AMIA）。这次袭击造成了85人死亡和300人受伤。一些来源认为这是阿根廷历史上最大的恐怖袭击，又有一些来源认为是1955年的五月广场大轰炸，在那次事件中共计308人遭杀害。这也是自二战以来对位于以色列境外的犹太人作为目标的最大规模袭击事件。
阿根廷拥有全世界第六大的犹太社区，共计30000人。其中80%居住在首都布宜诺斯艾利斯市。
2006年，内斯托尔·基什内尔总统期间，经过了12年的调查，负责调查的特别检察官根据阿根廷、美国和以色列情报部门的报告，正式指控当时的伊朗政府和黎巴嫩真主党策划并执行这次袭击。他们认为伊朗政府高层的会议上制定，并由黎巴嫩恐怖组织真主党实施。伊朗方面则否认与袭击有关。阿根廷司法指控8名伊朗官员和1个黎巴嫩公民为肇事者，由此向国际刑警组织申请红色通缉令并通过。 据调查，在阿根廷政府决定中止向伊朗转让核技术的协议后，阿根廷被选为袭击目标。2003年9月，其中一名被告、前伊朗驻阿根廷大使哈迪·苏莱曼普尔（Hadi Soleimanpour）在英国被捕，他被指控为必要参与者，但英国司法部门拒绝了引渡并释放了他。
在调查最初几年中，阿根廷法院在卡洛斯·梅内姆政府官员的支持下，为了掩盖本次事件，立案诬告布宜诺斯艾利斯省的前警察（他们被关在监狱中十年）。这次审判被称为“第一次审判”，指控嫌犯为犯人提供联络和炸药。在同一时期（2001年至2004年），总统爱德华多·杜阿尔德和内斯托尔·基什内尔免除了情报人员在作为证人作证时对行动保密的职责，揭露了案件法官、三个检察官中的两人、梅内姆政府和情报部门的高级官员。2004年9月2日，法院作出判决，宣告全部被告无罪释放，并下令释放。作为错误裁决的结果，AMIA案的法官胡安·何塞·加莱亚诺和三名检察官中的两名何塞·巴巴西亚和埃蒙·马伦因涉嫌在调查中存在的违规行为，特别是向卡洛斯·特雷尔丁非法支付400,000美元而被免职。
2004年，总统内斯特尔·基什内尔设立一个特别检察官办公室，名为UFI-AMIA，由阿尔贝托·尼斯曼领导。阿尔贝托·尼斯曼是三个检察官中唯一一个不协助包庇的人。2006年，尼斯曼检察官在重新检查和打了近3亿通电话后，声称有了新的证据出现。随后，此次袭击案的新法官、接替加莱亚诺法官的鲁道夫·卡尼科巴·科拉尔（Rodolfo Canicoba Corral）再次下令逮捕被检方指控的七名前伊朗官员和一名黎巴嫩真主党伊迈德·穆格尼耶成员。
从那以后，阿根廷各届政府都未能成功地要求伊朗引渡被指控犯有袭击事件的公民。
在2005年，尼斯曼和马塞洛·马丁内斯·布尔戈斯（Marcelo Martínez Burgos）检察官报告说，自杀司机可能为易卜拉欣·侯赛因·贝罗（Ibrahim Hussein Berro），但12年后，联邦调查局对在袭击中去世的恐怖分子的DNA进行了分析，并确定他是司机不是贝罗。同年，克劳迪奥·博纳迪奥（Claudio Bonadío）法官因“缺乏公正性”而被免除AMIA案件负责人。
在2013年，阿根廷国会批准了阿根廷政府签署的阿根廷—伊朗谅解备忘录，其目的是通过建立一个机制来听取被指控的伊朗人的调查陈述，从而解开案件。然而2015年1月，尼斯曼检察官对前总统克里斯蒂娜·费尔南德斯·德基什内尔、前外交部长埃克托·蒂尔曼（Héctor Timerman）和其他官员提起诉讼，认为该备忘录是旨在掩盖伊朗人犯罪计划的一部分。2018年3月，此案进入审理阶段，其启动取决于前国际刑警组织秘书长罗纳德·诺布尔（Ronald Noble）的事先声明，应辩方的要求，定于2020年上半年进行。
2015年1月18日，在前往国会提交报告的几小时前和掩盖审判案（AMIA 2）开始不久前，尼斯曼在布宜诺斯艾利斯的公寓中头部中弹身亡。尼斯曼之死至今也未有一个定论，并一直是激烈政治争端中心，即使在袭击的受害者中也是如此。
在尼斯曼之死后的几月，二审开始，其中主要被告是前总统梅内姆。这次审判几乎没有新闻报道。2019年2月28日宣判，本案前法官胡安·何塞·加莱亚诺、前情报部门负责人雨果·安佐雷盖（Hugo Anzorreguy）、赃车提供者卡洛斯·特雷尔丁（Carlos Telleldin）等其他阿根廷政府官员包庇罪和腐败罪成立。前总统梅内姆和DAIA前主席鲁本·贝拉哈（Rubén Beraja）宣判无罪并释放。
在2017年3月，行政部门的AMIA负责人马里奥·西马德维拉举报其上司、司法部长赫尔曼·加拉瓦诺在毛里西奥·马克里政府下腐败和掩盖行为。在2019年5月，第三审判开始，这次被告是卡洛斯·特雷尔丁（Carlos Telleldin），指控他为犯人直接提供车辆（一辆雷诺Trafic面包车）用于汽车炸弹。第三次审判结束于2020年12月23日，卡洛斯·特雷尔丁被无罪释放。
2019年7月19日，美国财政部发布称黎巴嫩真主党成员萨尔曼·拉乌夫·萨尔曼（Salman Raouf Salman）曾担任1994年AMIA袭击的协调员，并悬赏700万美元以逮捕他。
伊朗政府在烈士墓地安葬了嫌犯之一的伊迈德·穆格尼耶，发行一枚纪念他的邮票，并将他的名字命名为德黑兰的一条街道。

## 注解
1. ↑  关于一名或多名犯人在袭击中丧生的可能性，调查仍在进行中。[1][2][3]
2. 1 2  AMIA全称为Asociación Mutual Israelita Argentina，意为阿根廷以色列互助协会，而非犹太人文化中心。